# Слоне (Куявсько-Поморське воєводство)
Слоне (пол. Słone) — село в Польщі, у гміні Бжешць-Куявський Влоцлавського повіту Куявсько-Поморського воєводства.
Населення — 56 осіб (2011).
У 1975-1998 роках село належало до Влоцлавського воєводства.

## Демографія
Демографічна структура станом на 31 березня 2011 року:
|          | Загалом | Допрацездатний вік | Працездатний вік | Постпрацездатний вік |
| -------- | ------- | ------------------ | ---------------- | -------------------- |
| Чоловіки | 24      | 5                  | 14               | 5                    |
| Жінки    | 32      | 5                  | 20               | 7                    |
| Разом    | 56      | 10                 | 34               | 12                   |